# Großer Preis von Monaco 1929

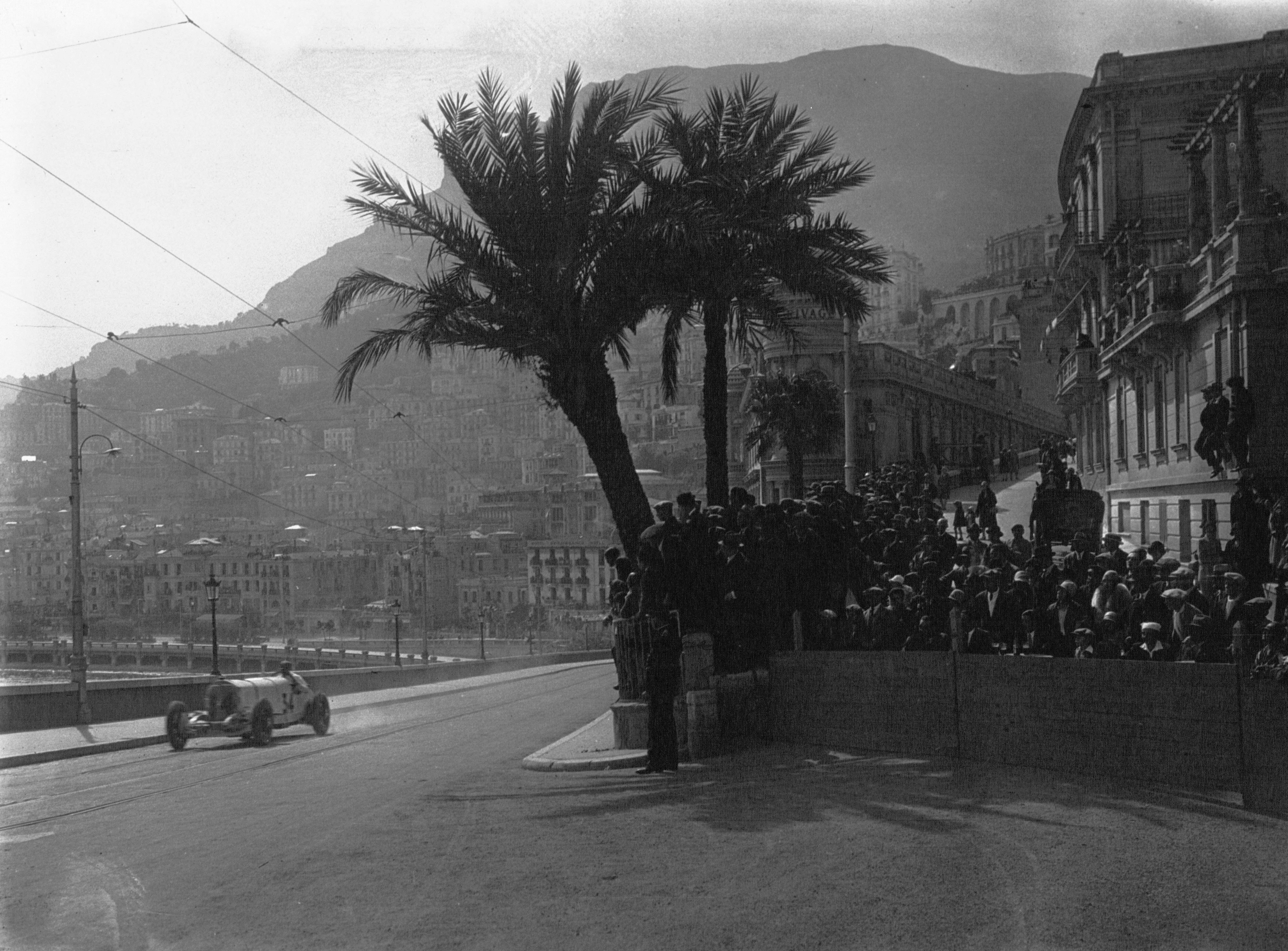
Rudolf Caracciola auf Mercedes-Benz SSK am Hafen

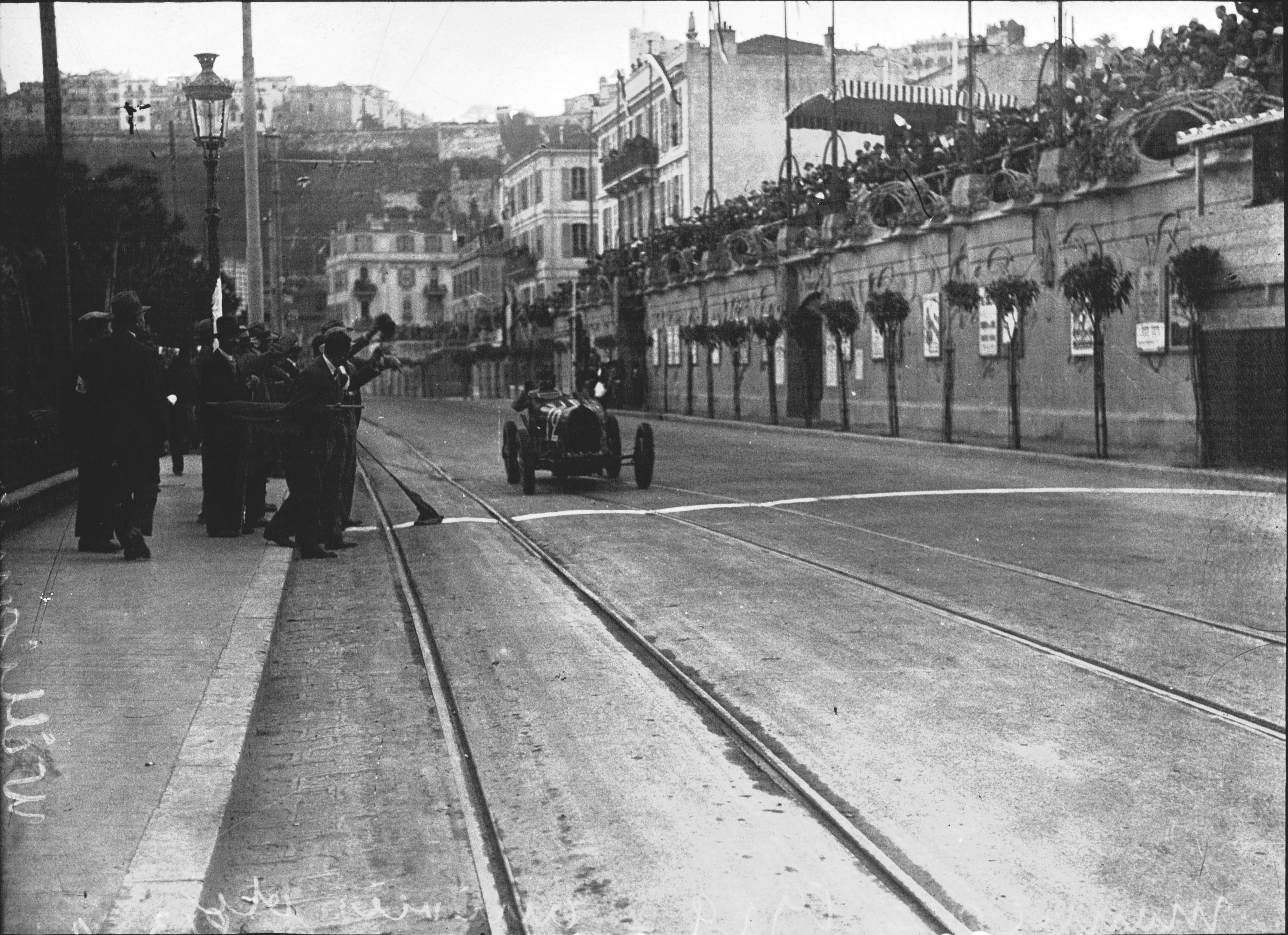
Rennsieger William Grover-Williams bei der Zieldurchfahrt

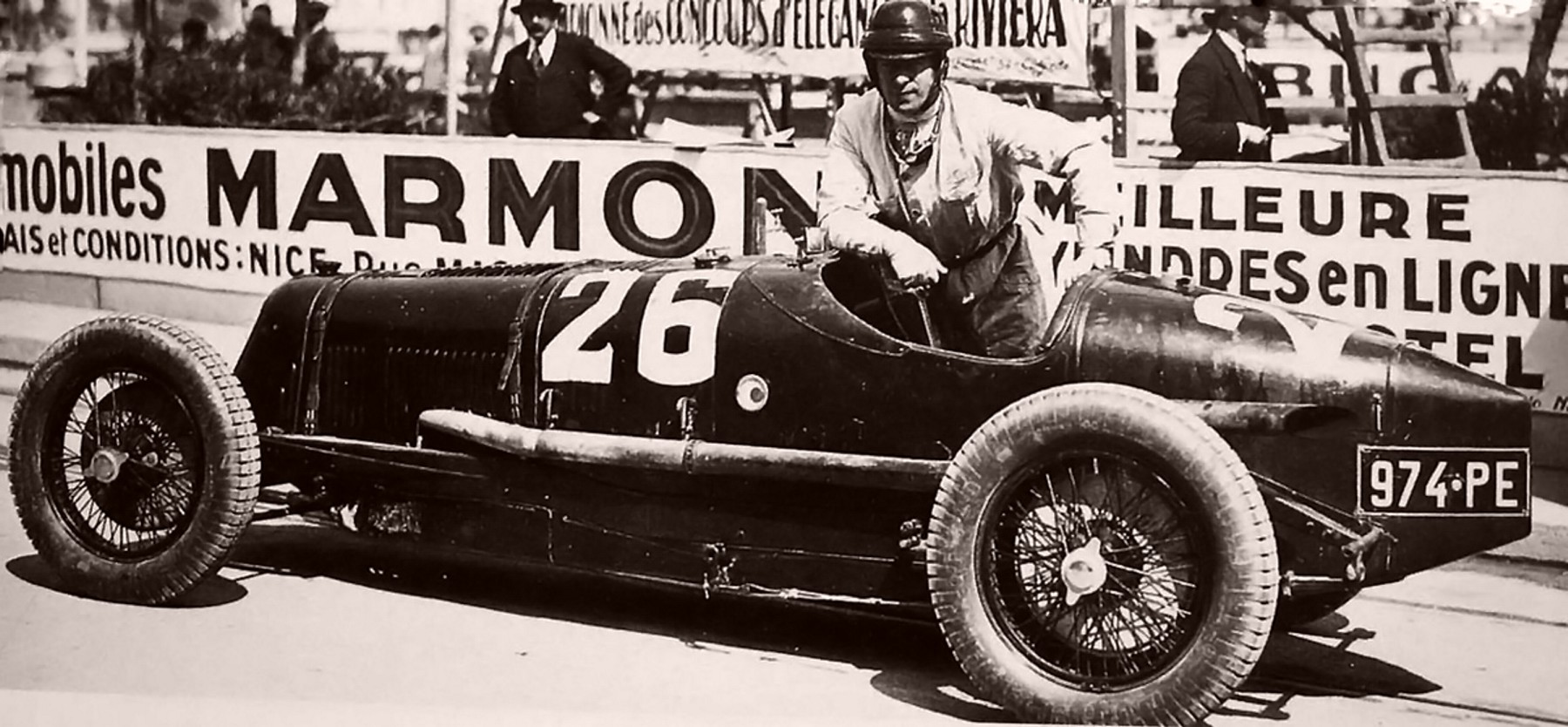
Diego de Sterlich mit seinem Maserati Tipo 26

Der I. Große Preis von Monaco (I Grand Prix de Monaco) fand am 14. April 1929 auf dem Circuit de Monaco in Monte Carlo statt und wurde als formelloses Einladungsrennen über 100 Runden à 3,180 km ausgetragen, was einer Gesamtdistanz von 318,0 km entsprach. Es war damit in diesem Jahr noch kein Grande Épreuve und auch nicht als Lauf zur Automobilweltmeisterschaft nominiert.
Sieger wurde William Grover-Williams auf einem Bugatti Type 35B.

## Rennen
Die Idee, in den Straßen von Monte Carlo ein internationales Automobilrennen durchzuführen, geht auf Antony Noghès, den Sohn des Präsidenten des Automobile Club de Monaco zurück. Der Legende nach soll sein Bestreben, den Club von einem kleinen französischen Ortsverein zu einem eigenständigen Nationalen Automobilclub zu erheben, beim Internationalen Automobilverband zunächst auf Widerstand gestoßen sein, weil die etwas elitäre Gesellschaft des AIACR das kleine und wegen der Steuerfreiheit und seiner berühmten Spielbank auch etwas anrüchige Fürstentum nicht als vollwertige Automobilnation akzeptieren wollte. Unter anderem soll Noghès gegenüber die Ablehnung damit begründet worden sein, dass sein Land noch nicht einmal in der Lage wäre, auf seinem Territorium ein internationales Automobilrennen durchzuführen. Noghès soll darauf – nach Rücksprache mit Louis II. von Monaco – trotzig angekündigt haben, vor Ablauf eines Jahres ein solches Rennen durchzuführen.
Gleichzeitig fiel diese Begebenheit in eine Phase des grundlegenden Wandels im internationalen Grand-Prix-Sport, in dem nach dem weitgehenden Rückzug der Automobilfirmen die zahlreichen Formula-Libre-Rennen zu einem Tummelplatz unzähliger Privatfahrer wurden, die sich über die von den Veranstaltern gebotenen Startgelder finanzierten. Und wie schon zu den Pionierzeiten des Motorsports schienen gerade Autorennen für einen mondänen Touristenort an der Côte d’Azur wie Monte Carlo als genau das richtige Mittel, um ein ebenso zahlungskräftiges wie vergnügungssüchtiges Publikum anzulocken. So entstand auf der Suche nach einem geeigneten Austragungsort schließlich die Idee, das Rennen direkt in den Straßen der Stadt durchzuführen.
Dafür, dass der Grand Prix von Monaco von Anfang an zur Erfolgsgeschichte wurde, sorgte auch die sorgfältig ausgewählte Zusammenstellung der Teilnehmer, bei denen der monegassische Automobilclub vor allem auch auf eine möglichst breite internationale Besetzung geachtet hatte. Ohnehin durfte anders als bei den meisten anderen Rennen nur antreten, wer vom Veranstalter eingeladen worden war, wodurch auch gleich eine gewisse Exklusivität garantiert wurde. Zwar konnten für die erste Auflage des Rennens die ganz Großen des Sports noch nicht gewonnen werden und leider gab auch ausgerechnet der einheimische Topstar Louis Chiron seiner Teilnahme beim Rennen von Indianapolis den Vorzug, aber mit Zusagen von Fahrern aus acht Nationen war die Zusammensetzung so international wie wohl bei kaum einem anderen Rennen zuvor.
Die zahlenmäßig stärkste Fraktion unter den insgesamt 20 eingeladenen Teilnehmern stellten dabei natürlich die sechs französischen Bugatti-Fahrer, unter denen Philippe Étancelin, Marcel Lehoux und René Dreyfus die bekannteren waren. Hinter dem Pseudonym „Georges Philippe“ verbarg sich außerdem kein Geringerer als Baron Philippe de Rothschild. Weitere Bugatti-Fahrer waren außerdem der Belgier Georges Bouriano, der Schweizer Mario Lepori, Jan Bychawski aus Polen – dessen Auto allerdings schon auf der Anreise zusammengebrochen war – und schließlich als Favorit des Rennens der in Frankreich lebende Brite William Grover-Williams, der unter dem Pseudonym „W. Williams“ fuhr und dessen Auto mit großer Wahrscheinlichkeit von einem Mechanikerteam der Bugatti-Werksmannschaft betreut wurde. Bis auf Dreyfus, der mit einem Type-37A-Vierzylinder der 1,5-Liter-Voiturette-Kategorie vorlieb nehmen musste, verfügten alle Bugatti-Fahrer über aktuelle Grand-Prix-Modelle der Typen 35B oder 35C mit 2,3 bzw. 2 Litern Hubraum.
Die andere Hälfte des Felds bestand aus einer bunten Mischung verschiedener Fabrikate, darunter der Franzose Raoul de Rovin mit einem der legendären Grand-Prix-Delage, dem Weltmeisterauto der Saison 1927, der jedoch mit Wartung und Betrieb eines solchen hochgezüchteten Modells überfordert war. Aus Italien waren Guglielmo Sandri und Diego de Sterlich auf ihren älteren, etwas zu schweren Maserati 26 und 26B sowie Goffredo Zehender und Pietro Ghersi mit ihren Alfa Romeo Sechszylinder-Rennsportmodellen angereist. Ghersi musste allerdings auf den Start verzichten, nachdem er sein Auto im Training beschädigt hatte. Auch der wegen seines Austro-Daimler-Rennwagens als „Österreicher“ geführte Hans Stuck musste nach einem Trainingsunfall beim vorangegangenen Rennen von Antibes seine Teilnahme absagen. Nur geringe Chancen wurden schließlich auch dem Deutschen Rudolf Caracciola eingeräumt, dessen mächtiger Mercedes-Benz SSK mit 7,1 Litern Hubraum und – trotz abgenommener Kotflügel und Scheinwerfer – an die zwei Tonnen Kampfgewicht auf dem engen und verwinkelten Straßenkurs völlig deplatziert erschien.
Schließlich versammelten sich 16 Wagen zur Startaufstellung, deren Positionen wie damals noch allgemein üblich ausgelost wurden. „Williams“ nutzte seine günstige Position in der zweiten Startreihe, um in der ersten Runde an Lehoux vorbei die Spitze zu übernehmen. Dahinter hatte es der von beinahe ganz hinten gestartete Caracciola zum allgemeinen Erstaunen geschafft, schon in der ersten Runde ganze zehn Teilnehmer hinter sich zu lassen, und bereits nach der zweiten Runde lag er unmittelbar hinter dem führenden Bugatti. Trotz eines zwischenzeitlichen Drehers gelang es dem Deutschen, den Anschluss zu halten und in der 30. Runde sogar in Führung zu gehen. Der Gegenangriff von „Williams“ folgte umgehend und sechs Runden später war der grüne Bugatti des Briten wieder vorne. Die Entscheidung fiel schließlich bei den Tankstopps zur Rennmitte. „Williams“ hielt als erster, wodurch Caracciola zunächst wieder an die Spitze kam. Zwei Runden später musste aber auch er an die Box, und wegen des enormen Benzinverbrauchs des gigantischen Mercedes-Motors und weil das hohe Gewicht des Wagens zudem die Hinterreifen zu sehr strapaziert hatte, so dass sie beide gewechselt werden mussten, kostete ihn dieser, wie auch kurz darauf noch ein weiterer kurzer Stopp mehr als drei Minuten und somit über eine Runde. Das Rennen war damit nun praktisch entschieden. Erst auf der vierten Position kam Caracciola ins Rennen zurück, hinter den beiden Bugatti von Bouriano, der zwischenzeitlich bis zu seinem eigenen Stopp kurz in Führung gelegen hatte, und „Philippe“, den Caracciola zu Beginn des letzten Renndrittels aber wieder überholen konnte. Die beiden Wagen an der Spitze waren aber schon zu weit voraus, als dass er sie noch hätte einholen können, und so wurde „Williams“ nach 100 Runden von Rennleiter Charles Faroux mit knapp zwei Minuten Vorsprung auf Bouriano als Sieger abgewinkt. Mit Caracciola, „Philippe“, Dreyfus und Etancelin beendeten noch weitere vier Fahrer das Rennen in der Wertung, während die drei letzten verbliebenen Teilnehmer 30 Minuten nach der Zieldurchfahrt des Siegers schließlich abgewinkt und nicht mehr klassifiziert wurden.

## Ergebnisse

### Meldeliste
Es handelte sich um ein Einladungsrennen, bei dem nur vom Veranstalter ausgewählte Teilnehmer antreten durften.
| Team                      | Nr. | Fahrer                  | Info  | Chassis                 | Motor                                | Reifen |
| ------------------------- | --- | ----------------------- | ----- | ----------------------- | ------------------------------------ | ------ |
| René Lamy                 | 02  | René Lamy               | DNS a | Bugatti T35C            | Bugatti 2.0L I8 Kompressor           |        |
| Philippe Étancelin        | 04  | Philippe Étancelin      |       | Bugatti T35A            | Bugatti 2.0L I8                      |        |
| Christian Dauvergne       | 06  | Christian Dauvergne     |       | Bugatti T35C            | Bugatti 2.0L I8 Kompressor           |        |
| Marcel Lehoux             | 08  | Marcel Lehoux           |       | Bugatti T35C            | Bugatti 2.0L I8 Kompressor           |        |
| Guglielmo Sandri          | 10  | Guglielmo Sandri        |       | Maserati 26             | Maserati 26 1.5L I8 Kompressor       |        |
| William Grover-Williams   | 12  | William Grover-Williams |       | Bugatti T35B            | Bugatti 2.3L I8 Kompressor           |        |
| Philippe de Rothschild    | 14  | Philippe de Rothschild  |       | Bugatti T35C            | Bugatti 2.0L I8 Kompressor           |        |
| Goffredo Zehender         | 16  | Goffredo Zehender       |       | Alfa Romeo 6C-1750      | Alfa Romeo 1.8L I6 Kompressor        | P      |
| Georges Bouriano          | 18  | Georges Bouriano        |       | Bugatti T35C            | Bugatti 2.0L I8 Kompressor           |        |
| Jan Bychawski             | 20  | Jan Bychawski           | DNS b | Bugatti T35             | Bugatti 2.0L I8                      |        |
| Raoul de Rovin            | 22  | Raoul de Rovin          |       | Delage Type 15 S 8 1927 | Delage 1.5L I8 Kompressor            | M      |
| Louis Rigal               | 24  | Louis Rigal             |       | Alfa Romeo 6C-1750      | Alfa Romeo 1.8L I6 Kompressor        |        |
| Diego de Sterlich         | 26  | Diego de Sterlich       |       | Maserati 26B            | Maserati 26 2.0L I8 Kompressor       |        |
| René Dreyfus              | 28  | René Dreyfus            |       | Bugatti T37A            | Bugatti 1.5L I4 Kompressor           |        |
| Mario Lepori              | 30  | Mario Lepori            |       | Bugatti T35B            | Bugatti 2.3L I8 Kompressor           |        |
| Michel Doré               | 32  | Michel Doré             |       | Corre-La Licorne        | Corre-La Licorne 1.5L I6             |        |
| Rudolf Caracciola         | 34  | Rudolf Caracciola       |       | Mercedes-Benz SSK       | Mercedes-Benz M06 7.1L I6 Kompressor | C      |
| Albert Perrot             | 36  | Albert Perrot           |       | Alfa Romeo 6C-1500      | Alfa Romeo 1.5L I6 Kompressor        |        |
| Pietro Ghersi             | 38  | Pietro Ghersi           | DNS c | Alfa Romeo 6C-1500      | Alfa Romeo 1.5L I6 Kompressor        |        |
| Hans Stuck                | 40  | Hans Stuck              | DNA d | Austro-Daimler ADM-R    | Austro-Daimler 3.0L I6               | S      |
| SA des Automobiles Tracta | 42  |                         | DNA   | Tracta                  | SCAP                                 |        |

### Startaufstellung
Die Startpositionen wurden in der Reihenfolge der vorab ausgelosten Startnummern zugeteilt.
| Williams         | Dauvergne   | Étancelin     |
|                  |             |               |
| Guglielmo Sandri | Williams    | de Rothschild |
|                  |             |               |
| de Rovin         | Bouriano    | Zehender      |
|                  |             |               |
| Dreyfus          | de Sterlich | Rigal         |
|                  |             |               |
| Caracciola       | Doré        | Lepori        |
|                  |             |               |
|                  | Perrot      |               |

### Rennergebnis
| Pos. | Fahrer                  | Konstrukteur     | Runden | Stopps | Zeit        | Start | Schnellste Runde | Ausfallgrund                  |
| ---- | ----------------------- | ---------------- | ------ | ------ | ----------- | ----- | ---------------- | ----------------------------- |
| 01   | William Grover-Williams | Bugatti          | 100    | 1      | 3:56:11,000 | 5     | 2:15,000         |                               |
| 02   | Georges Bouriano        | Bugatti          | 100    | 1      | + 1:17,000  | 8     |                  |                               |
| 03   | Rudolf Caracciola       | Mercedes-Benz    | 100    | 2      | + 2:22,600  | 15    |                  |                               |
| 04   | Philippe de Rothschild  | Bugatti          | 100    | 1      | + 5:33,400  | 6     |                  |                               |
| 05   | René Dreyfus            | Bugatti          | 100    | 1      | + 14:38,000 | 12    |                  |                               |
| 06   | Philippe Étancelin      | Bugatti          | 100    | 1      | + 17:44,400 | 1     |                  |                               |
| —    | Mario Lepori            | Bugatti          | 94     |        | NC          | 13    |                  | abgewinkt                     |
| —    | Michel Doré             | Corre-La Licorne | 89     |        | NC          | 14    |                  | abgewinkt                     |
| —    | Louis Rigal             | Alfa Romeo       | 87     |        | NC          | 10    |                  | abgewinkt                     |
| —    | Raoul de Rovin          | Delage           | 87     |        | DNF         | 9     |                  | Unfall                        |
| —    | Goffredo Zehender       | Alfa Romeo       | 87     |        | DNF         | 7     |                  | Mechanik                      |
| —    | Christian Dauvergne     | Bugatti          | 46     |        | DNF         | 2     |                  | Zündungsschaden               |
| —    | Guglielmo Sandri        | Maserati         | 41     |        | DNF         | 4     |                  | Mechanik                      |
| —    | Albert Perrot           | Alfa Romeo       | 18     |        | DNF         | 16    |                  | Reifenschaden und Felgenbruch |
| —    | Diego de Sterlich       | Maserati         | 16     |        | DNF         | 11    |                  | Mechanik                      |
| —    | Marcel Lehoux           | Bugatti          | 7      |        | DNF         | 3     |                  | Kraftübertragung              |